# 格林希爾茨峰
格林希爾茨峰（英語：Greenshields Peak），是南極洲的山峰，位於葛拉漢地西岸，處於馬尼耶峰以西2公里的勒魯灣和比戈灣之間，以英國探險隊的機師命名，現時由南極條約體系管理。